# Thơ Sáu Trọng
Thơ Sáu Trọng là một truyện thơ dân gian (không rõ tác giả, có nguồn nói tác giả là người Trà Vinh), được lưu truyền khá rộng rãi ở Nam Bộ vào cuối thế kỷ 19 đến đầu thế kỷ 20 và đã được in thành sách lần đầu tiên khoảng năm 1905. Đến năm 1916, tác phẩm này được tái bản đến lần thứ 6, mặc dù luôn gặp phải sự cấm đoán của nhà cầm quyền Pháp lúc bấy giờ.

## Giới thiệu
Theo bản in năm 1916 của nhà in Bảo Tồn, thì truyện thơ Sáu Trọng có độ dài 672 câu lục bát và hai lá thơ Sáu Trọng gởi cho bà con cô bác, lá thứ nhất dài 34 câu, lá thứ hai dài 62 câu. Tuy nhiên, so với các bản truyền miệng khác thì câu thơ ở nhiều chỗ có dị bản, và theo nhà văn Sơn Nam thì trong tập còn có một bài thơ Đường luật (8 câu). Lời thơ trong truyện mộc mạc, có chỗ còn sai vần.
Truyện thơ kể lại cuộc đời Sáu Trọng (Lê Văn Trọng) vốn bỏ nhà đi hoang từ bé, Đến khi vừa lớn lên, Sáu Trọng trở về thăm quê, gặp và cưới Hai Đẩu (làm nghề bán rong chè, cháo) làm vợ. Hai người đưa nhau về Sài Gòn sinh sống. Sau đó, Sáu Trọng đi làm nghề bồi bàn cho tàu hãng Anh. Ở nhà, Hai Đẩu sanh tâm, tư tình lăng nhăng rồi làm vợ viên ký lục người Pháp tên là Be-Bo. Be-Bo thuyên chuyển về Trà Vinh, đem Hai Đẩu theo. Sáu Trọng tìm đến mong răn dạy vợ nhưng bị vợ vu oan là ăn trộm khiến anh phải ngồi tù ba tháng. Ra tù, Sáu Trọng lại bị Hai Đẩu mướn tay anh chị là Năm Tị ám hại. Năm Tị không giết Sáu Trọng vì "điệu nghệ giang hồ". Sáu Trọng nghe Năm Tị kể lại mọi chuyện liền xuống Trà Vinh giết chết người vợ phản bội, rồi tự nạp mình để chịu án chém.

## Đánh giá
Theo Trần Dũng thì truyện thơ Sáu Trọng thuộc dòng văn học dân gian phản ánh khá chân thật diện mạo xã hội và tâm lý chống đối chính quyền thực dân của giới bình dân Nam Bộ thời bấy giờ. Đề cập đến nhân vật chính, theo nhà văn Sơn Nam, thì tác giả đã đề cao Sáu Trọng như một anh hùng, nói là làm, thấy nguy hiểm vẫn không tham sanh úy tử. Chính vì cái "hào khí" ấy, mà Sáu Trọng và thầy thông Chánh (trong truyện Thơ Thầy Thông Chánh) là hai anh hùng cá nhân, được người đời nhắc nhở đến mức thực dân Pháp hoảng sợ, cấm lưu hành hai áng thơ bình dân ấy. Hai quyển thơ này đã được nhóm độc huyền nói thơ phổ biến nơi cộng cộng, người không biết chữ cũng thuộc lòng vài đoạn...

## Trích thơ Sáu Trọng
| Đoạn Sáu Trọng và Hai Đẩu mới quen nhau: Du nhàn thành thị sớm trưa, Có chàng Sáu Trọng tuổi vừa mười lăm... ...Có cô Hai Đẩu ở gần, Bán buôn chè cháo tảo tần nuôi cha. Thấy chàng ăn nói thật thà, Hỏi thăm: anh có vợ nhà hay không? Trọng nghe nàng nói động lòng: Thơ ngây chưa chốn loan phòng kết đôi. Đẩu nghe chàng Trọng bày lời, Anh chưa có vợ em thời chỉ cho! Trọng rằng: Buôn bán không lo, Nói chuyện đưa đò, chè cháo lạnh tanh. Đẩu rằng lòng khiến thương anh, Cháo chè nguội lạnh cũng đành dạ tôi. Chẳng qua duyên nợ trời xuôi, Dầu cha mẹ giết, chết tôi cũng đành. Đẩu thề chứng cớ cao xanh, Nguyện cùng thiên địa lấy anh trọn đời... Đoạn Sáu Trọng giết chết Hai Đẩu: ...Thật chàng tích giận đã lâu, Ngày nay nghe mắng xiết bao lửa hừng. Nói rồi xách mác lại gần, Chém chơi một nhát ngã lăn nằm dài. Tiếp theo một mác ngang tai, Thọc ngay một mác trúng ngay cửa đì... | Đoạn Sáu Trọng ung dung đến đầu thú với nhà cầm quyền: ...Sáu Trọng khí khái muôn vàn, Thưa rằng nó đứa lăng loàn chẳng sai. Nên tôi xé thịt phân thây, Răn loài ác phụ sau này chừa đi... ...Trọng còn nói tiếng Lang Sa: Quan trên dạy chém tôi mà đội ơn Tử sanh lòng mỗ chi sờn, Nào tôi có chịu kêu oan làm gì... Bài thơ Đường luật của tác giả đề cao Sáu Trọng: Dưng kiếm Tào Công chẳng mấy tài, Khá khen Sáu Trọng phận làm trai! Mấy năm oán quỷ lòng mong trả, Một lưỡi dao thần tiếng để dai. Giọt máu bội phu mưa chẳng chảy, Đống xương dũng sĩ nắng không phai. Sự riêng gan ruột nhờm cho đó, Ước được Cần vương chép sử ngoài |